# Teslagrad
Teslagrad — пазл-платформер с видом сбоку, разработанный и изданный норвежской компанией Rain Games в 2013 году. Действие игры разворачивается в Европе конца XIX века, на стилистику игры оказал влияние стимпанк и викторианская Англии. Сюжет повествует о маленьком мальчике, который оказывается втянутым в заговор против короля-тирана, правящего страной железной рукой.
В сентябре 2020 года было анонсировано продолжение игры, Teslagrad 2.

## Игровой процесс
Teslagrad — это псевдотрехмерный платформер с элементами экшена и симуляцией физики магнетизма и электрического тока. По ходу игры персонаж получает различные улучшения и артефакты.

## Сюжет
Действие игры разворачивается в Европе конца XIX века, на стилистику игры оказал влияние стимпанк и викторианская Англии.
В маленьком королевстве Электропия железной рукой правит король, некогда уничтоживший целую секту технологических магов и разрушивший их башню под названием Теслаград. Однажды туда попадает маленький сирота, убегающий от королевской стражи. Блуждая по заброшенной башне, мальчик находит магические артефакты, которые дают ему власть над электромагнитными силами, и которые являются единственным действенным оружием, способным свергнуть тирана с трона.

## Разработка и выпуск
Анонс игры состоялся летом 2013 года, тогда был объявлен выход игры для устройств Wii U, PlayStation 3, и PlayStation 4. Первая демоверсия игры для ПК была выпущена в августе 2013 года. Позже в том же году разработчики из Rain Game продемонстрировали Teslagrad на нескольких независимых игровых выставках, включая PAX Prime 2013 и Eurogamer Expo 2013, где они собрали массу восторженных отзывов от прессы и игроков. Игра создана на движке Unity, что облегчило разработчикам перенос на другие платформы.
Выпуск игры в Steam состоялся 13 декабря 2013 года. В Nintendo eShop для устройств Wii U она появилась 11 сентября 2014 года, а в PS Store для PlayStation 3 и PlayStation 4 она поступила в продажу 3 декабря 2014 года (для Европы) и 14 апреля 2015 года (для США). Версия игры для PlayStation Vita была анонсирована 27 февраля 2014 года, а её релиз для обоих регионов состоялся в ноябре 2015 года. Версия для Xbox One была анонсирована в конце февраля 2016 года с датой выпуска на 9 марта 2016 года. 8 ноября 2018 года увидели свет мобильные версии для iOS и Android. В 2019 году издательство Soedesco подготовило для платформ Nintendo Switch и PlayStation Vita коробочную версию и коллекционное издание. Покупатели Value Pack вместе с игрой получали артбук, значок с протагонистом, брелок с символом Теслаграда и инструкцию.

## Критика
| Сводный рейтинг | Сводный рейтинг |
| Агрегатор       | Оценка          |
| --------------- | --------------- |
| GameRankings    | 80,55 %         |

Игра получила хвалебные отзывы. На Metacritic её оценка колеблется от 77 до 79 баллов из 100 для различных устройств.
Веб-сайт Nintendo Life похвалил игру за ностальгическую музыку, нарисованные от руки качественные иллюстрации и хорошие головоломки.
Интернет-издание Nintendo World Report похвалило игру за художественный стиль, однако раскритиковало за высокую сложность и минимальное использование возможностей Wii U GamePad.

## Продажи
В марте 2016 года портал IGN сообщил о суммарном количестве проданных экземпляров игры в 1,6 млн копий. В 2018 году, благодаря уязвимости в защите Steam Web API, стало известно, что точное количество пользователей сервиса Steam, которые играли в игру хотя бы один раз, составляет 136 458 человек.

## Продолжение и переиздание
Сиквел игры, Teslagrad 2, был анонсирован в сентябре 2020 года и вышел в Steam 20 апреля 2023 года. В этот же день вышло переиздание классической игры, Teslagrad Remastered.